# 贝拉诺
贝拉诺（義大利語：Bellano），是意大利莱科省的一个市镇。总面积11平方公里，人口3334人，人口密度303.1人/平方公里（2009年）。国家统计（ISTAT）代码为097008。意大利作家西吉斯蒙多·博尔多尼出生于此。